# Aloyse Deitz

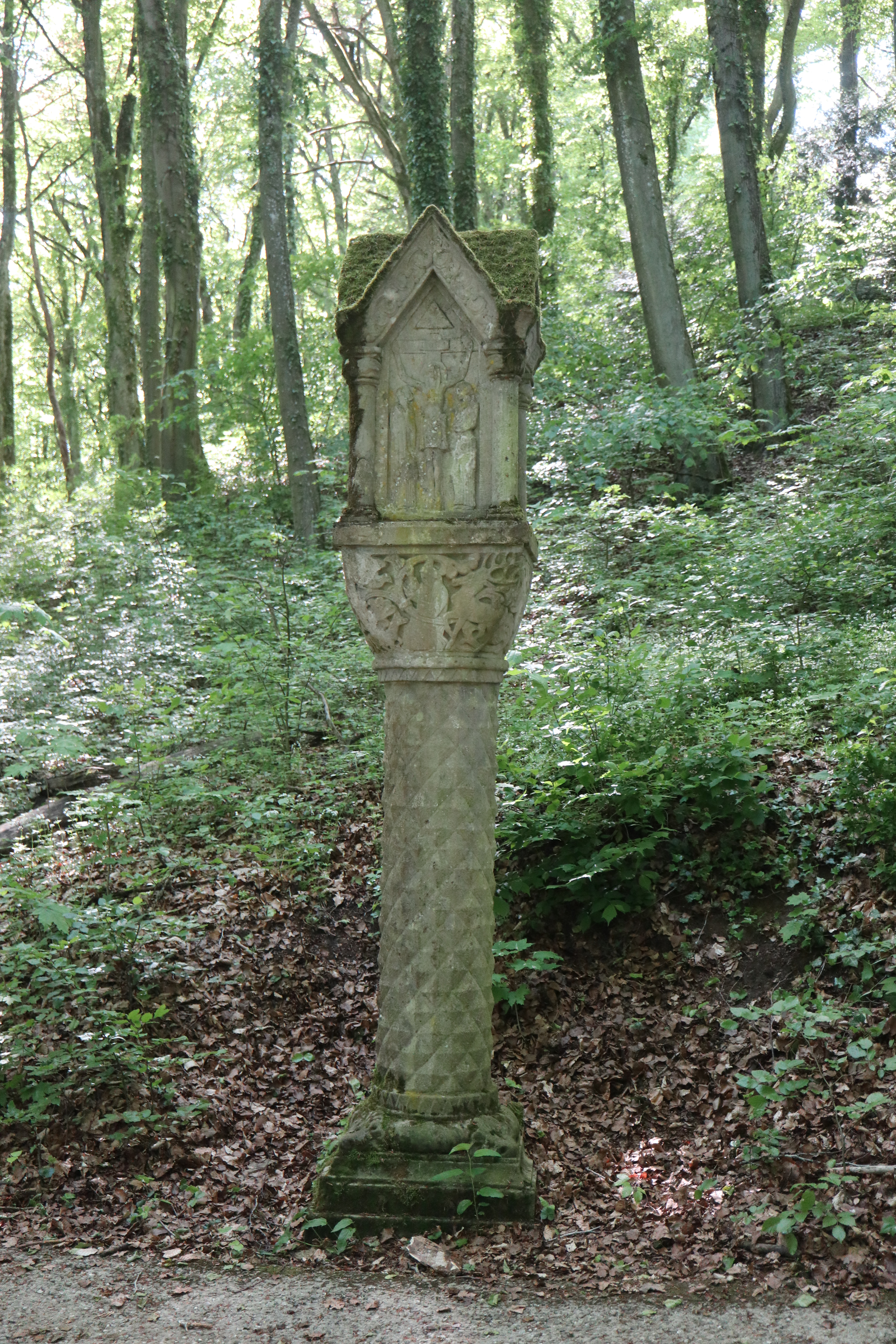
Kruiswegstatie

Aloys Nikolaus (Aloyse) Deitz (Dudelange, 22 juni 1909 – aldaar, 13 juli 1975) was een Luxemburgs beeldhouwer.

## Leven en werk
Aloyse Deitz was een zoon van Dominik Deitz en Josephine Blum. Hij werd opgeleid in beeldhouwkunst aan de École d'artisans de l'État in Luxemburg en vervolgde zijn studie in Brussel aan de Koninklijke Academie voor Schone Kunsten en de École nationale supérieure d'Architecture et des Arts Décoratifs. Hij trouwde met Christine Ruckert.
Deitz beeldhouwde onder meer bustes, grafmonumenten en kruiswegstaties. Hij toonde zijn werk geregeld op de salons van de Cercle Artistique de Luxembourg. Samen met Ernest Grosber, Albert Kratzenberg en Léon Nosbusch maakte hij voor het Luxemburgs paviljoen op de wereldtentoonstelling van 1937 in Parijs het reliëf Vue panoramique de la Ville de Luxembourg, naar een tekening van Pierre Blanc. De Tweede Wereldoorlog maakte een vroegtijdig einde aan zijn werk als zelfstandig beeldhouwer. Hij werkte twee jaar bij een beeldhouwbedrijf in Trier. Van 1943 tot zijn vervroegd pensioen in 1973 werkte hij als tekenaar en assistent-ontwerper bij het staalconcern Arbed.
Aloyse Deitz overleed na een ziekbed van een aantal weken, op 66-jarige leeftijd.

## Enkele werken
- beeldhouwwerk voor de gevel van het gemeentehuis van Dudelange
- kruiswegstaties langs het pad naar de Johannisberg (Gehaansbierg) bij Dudelange.[6]
- penning met reliëfportret van Emile Mayrisch voor de Ligue Luxembourgeoise contre la Tuberculose.

- Musée national d'archéologie, d'histoire et d'art: lkl002265